# Luiz Menezes (político)

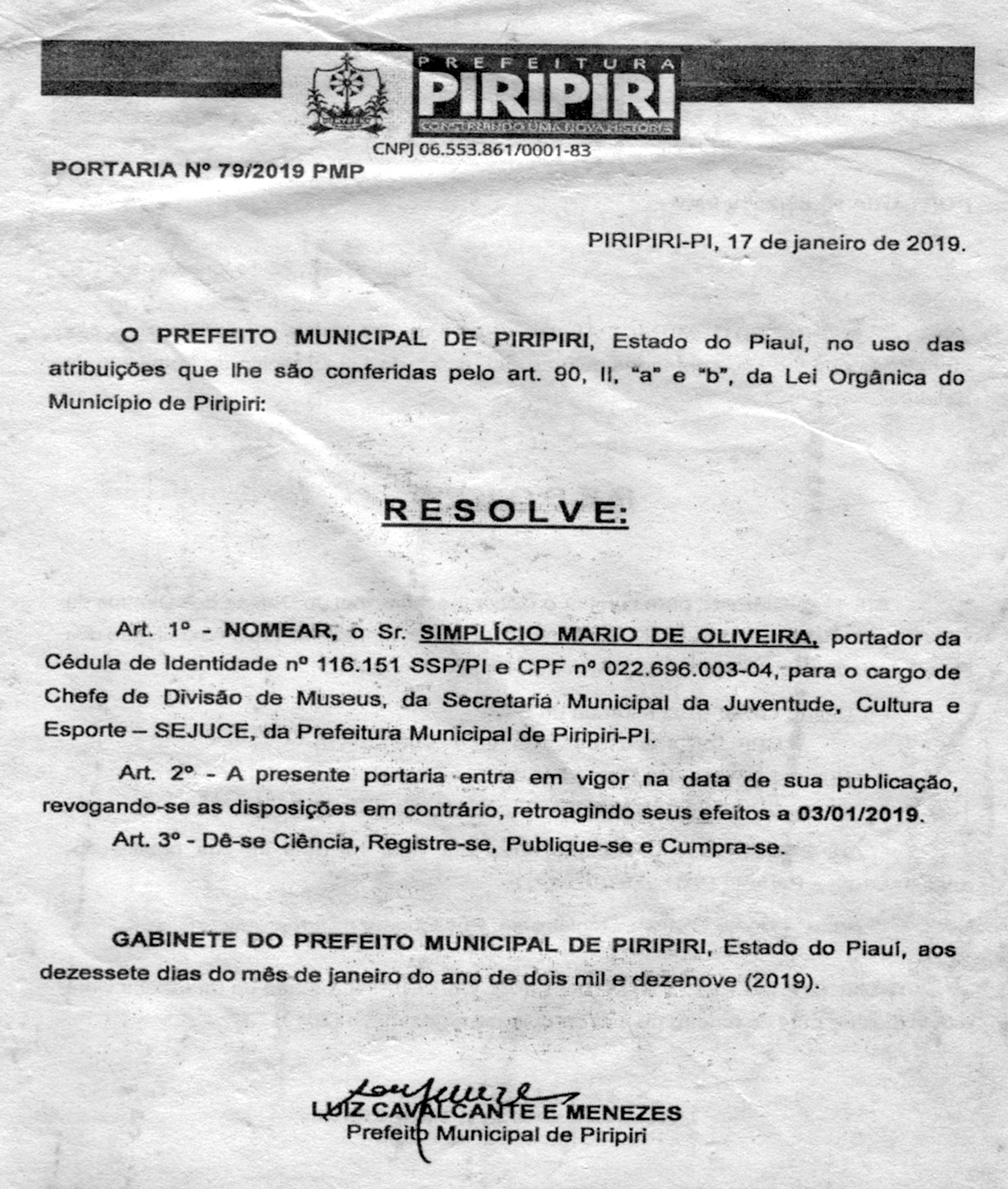
Uma portaria de prefeito de Piripiri.

Luiz Cavalcante e Menezes (Piripiri, 4 de julho de 1948) é um médico e político brasileiro com atuação no estado do Piauí, onde foi deputado estadual por dois mandatos e prefeito de sua cidade natal por cinco vezes.

## Dados biográficos
Filho de Tomaz de Sousa Menezes e Adalgisa de Sousa Cavalcante e Menezes. Antes de ingressar na vida pública dirigiu o Hospital Regional Chagas Rodrigues em Piripiri. Filiado ao PMDB foi eleito prefeito de Piripiri em 1982, tendo eleito seu sucessor em 1988. Após divergir de seu partido filiou-se ao PDS e foi eleito deputado estadual em 1990 e reeleito pelo PPR em 1994.
Sua passagem pela Assembleia Legislativa do Piauí foi encerrada em 1996 quando foi eleito prefeito de Piripiri via PPB, reelegendo-se pelo PPS no ano 2000. Em 2006 foi candidato a vice-governador pela coligação Piauí Daqui Pra Frente na chapa de Firmino Filho, mas naquele ano Wellington Dias foi reeleito governador em primeiro turno.
Retornou ao cargo de prefeito em 2008 pelo PTB, mas foi derrotado em 2012 ao tentar a reeleição pelo PSD. Em 2016 candidatou-se novamente a prefeitura, dessa vez pelo PMDB, vencendo a eleição e assumindo seu quinto mandato como prefeito de Piripiri. Em 2020, quando pertencia ao PP, perdeu as eleições municipais para a candidata do PTB, Jôve Oliveira. Em novo embate entre ambos em 2024, ele estava de volta ao PSD e ela filiada ao PT e, no fim, Menezes foi novamente derrotado.
Pai do deputado estadual Marden Menezes.